# Сорочино (Кричевский район)
Сорочино (бел. Сарочына) — деревня в Кричевском районе Могилёвской области Белоруссии. Входит в состав Молятичского сельсовета.

## География
Деревня находится в северо-восточной части Могилёвской области, в пределах Оршанско-Могилёвской равнины, на левом берегу реки Сорочинки, на расстоянии примерно 17 километров (по прямой) к северо-западу от Кричева, административного центра района. Абсолютная высота — 163 метра над уровнем моря.

## История
В конце XVIII века деревня входила в состав Мстиславского воеводства Великого княжества Литовского.
Согласно «Списку населенных мест Могилёвской губернии» 1910 года издания населённый пункт входил в состав Сорочинского сельского общества Малятичской волости Чериковского уезда Могилёвской губернии. В деревне имелось 35 дворов и проживало 216 человек (115 мужчин и 101 женщина).